# توكوترينول

General chemical structure of tocotrienols.
alpha(α)-Tocotrienol: R1 = Me, R2 = Me, R3 = Me; beta(β)-Tocotrienol: R1 = Me, R2 = H, R3= Me; gamma(γ)-Tocotrienol: R1 = H, R2 = Me, R3= Me; delta(δ)-Tocotrienol: R1 = H, R2 = H, R3= Me

توكوترينول (بالإنجليزية: Tocotrienol)‏ تتكون مجموعة فيتامين هـ (بالإنجليزية: vitamin E)‏ من أربعة توكوترينول (ألفا، بيتا، جاما، دلتا) وأربعة توكوفيرول (ألفا، بيتا، جاما، دلتا) يتمثل الاختلاف الهيكلي الكيميائي المهم بين توكوترينول وتوكوفيرول في أن توكوترينول لها سلاسل جانبية إيزوبرينويد غير مشبعة بثلاث روابط كربون-كربون مزدوجة مقابل سلاسل جانبية مشبعة
للتوكوفيرول. (الشكل الكيميائي) 
التوكوترينولات هي مركبات طبيعية توجد بمستوى عالي في بعض الزيوت النباتية مثل زيت النخيل، وزيت نخالة الرز، وجنين القمح وأنواع معينة أخرى من البذور والمكسرات والحبوب والزيوت المشتقة منها.

## الفوائد الصحية
هناك عدة دراسات تضمنت عدد من الفوائد الصحية لتوكوترينول، بما في ذلك انخفاض مخاطر الإصابة بأمراض القلب والسرطان وتليف الكبد حيث آلية عملة كمُضادُّ للتَّأَكْسُد.